# Carl Jacob Magnell
Carl (eller Karl) Jacob (eller Jakob) Magnell, född 19 maj 1857 i Kristinehamn, död 12 september 1928 i Bromma, var en svensk ingenjör inom väg- och vattenbyggnad och rektor för Kungliga Tekniska högskolan (KTH) i Stockholm 1909–1922. Han var son till Johan Jacob Magnell och far till Kjell Magnell.

## Huvudsaklig inriktning
Carl Jacob Magnell utexaminerades från KTH 1879, var biträdande ingenjör och arbetsledare vid olika väg- och vattenbyggnadsprojekt 1879–1885, var lektor vid tekniska elementarskolorna i Borås   respektive Norrköping 1885–1898, trafikchef, ban- och maskiningenjör vid Uddevalla-Vänersborg-Herrljunga järnväg 1898–1903, som under denna tid utvidgades till normal spårvidd.
Magnell kallades till professor i väg- och brobyggnadskonst vid KTH 1903 och blev högskolans rektor 1909. Under hans tid som rektor hade KTH växt ur lokalerna på Drottninggatan och 1911 beslutades om ett stort nybyggnadsprojekt vid Valhallavägen. Från 1912 ledde Magnell KTH:s byggnadskommitté och 1918 gav han ut boken Historik öfver tillkomsten af de under 1913-17 uppförda nybyggnaderna för k. Tekniska högskolan. 1922 gick han i pension från KTH och lämnade rektorsposten. Magnell är begravd på Bromma kyrkogård.

## Mångsysslaren

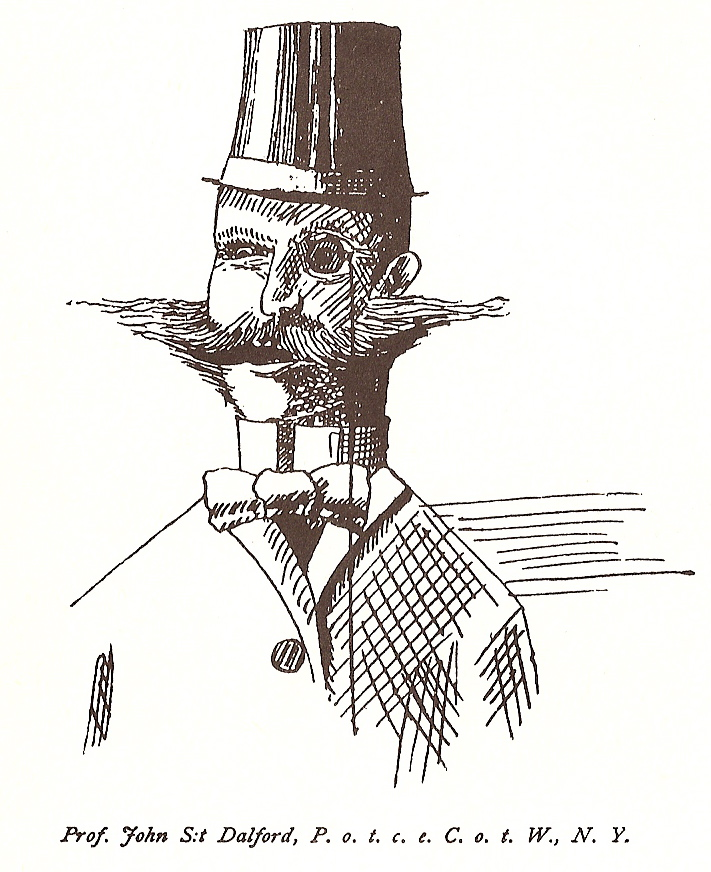
Berättelsernas huvudperson prof. John S:t Dalford, "precident of the consulting engineer C:o of the World, N.Y".
Anonym teckning ur originalutgåvan.

Sedan 1885 verkade Magnell även som konsulterande ingenjör inom sitt fack och var bland annat statens tekniskt sakkunniga i processen om Trollhätte vattenfall 1901–1904. Magnell var ledamot av Kungliga trafiksäkerhetskommittén 1904–1907 och av Kungliga styrelsen för Trollhätte kanal- och vattenverk 1905–1908 och ledamot av Vattenfallsstyrelsen från 1909. Magnell uppfann och byggde en skeppsjärnväg i Borås 1891 med lokomotivångaren Svanen som på egna hjul kunde gå fram över landtungor. Han publicerade åtskilliga uppsatser särskilt i vattenrätts- och hållfasthetsfrågor (om de inre spänningarna i en elastisk kropp, om kraftnitning, med mera), i undervisningsfrågor samt en avhandling om Järnvägsunderbyggnadens säkerhet (1921).

## Historieberättaren
Carl Jakob Magnell är även författare till Ingeniör Münchhausens berättelser från Amerika. Denna uppsluppna bok tillkom under tiden i Borås och utgavs första gången 1893 under pseudonymen "Tomas". Den innehåller ett stort antal skrönor av Baron von Münchhausen-karaktär. De svåra situationer som huvudpersonen professor John S:t Dalford hamnar i blir lösta av fantasifulla tekniska innovationer. Den utkom senare i förkortat och omarbetat skick 1964 och i en fullständig faksimilupplaga 1985. Denna den senaste utgåvan är försedd med ett kort förord av Bengt Nyström som då var chef för Sveriges Tekniska Museum. Där finns även en längre presentation av författaren och hans verk av fil kand Jan Garnert och några teknikhistoriska reflexioner och kommentarer av tekn dr Sigvard Strandh i en efterskrift.